# Karl Prantl

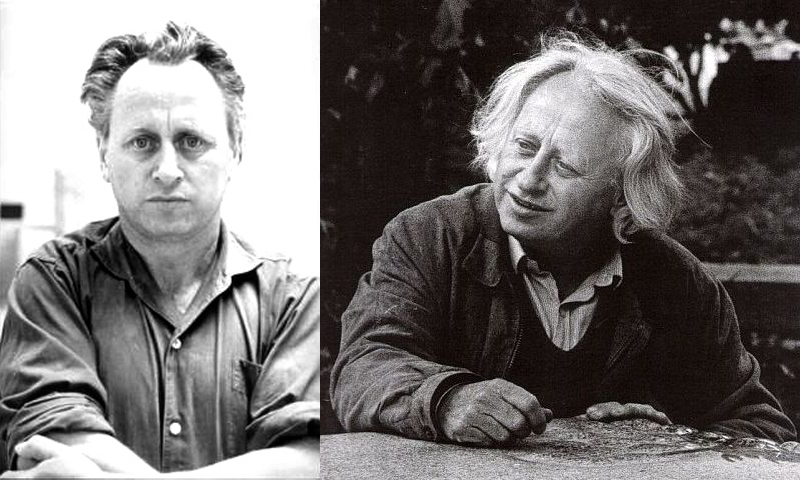
Karl Prantl

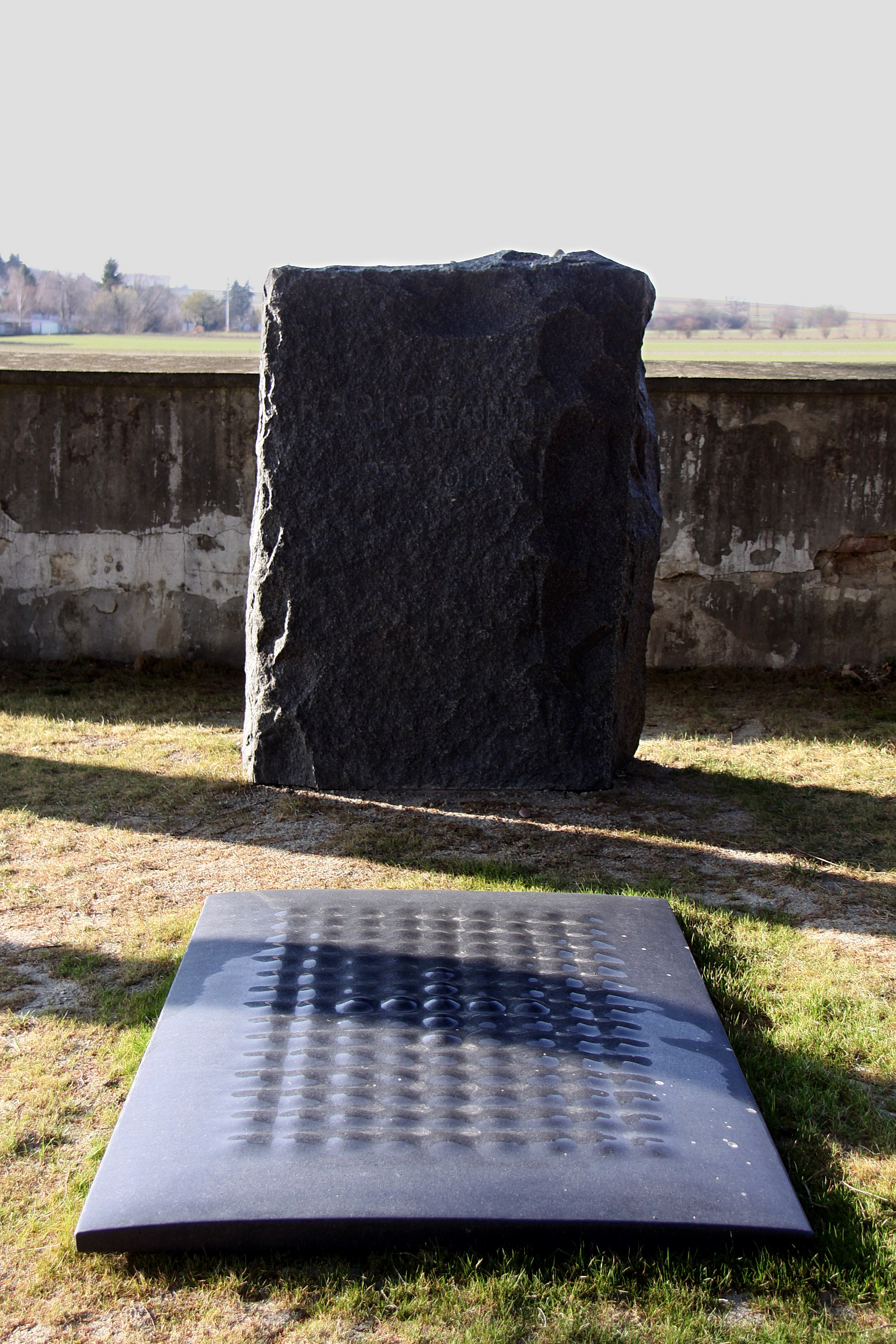
Ehrengrab von Karl Prantl am Friedhof in Pöttsching

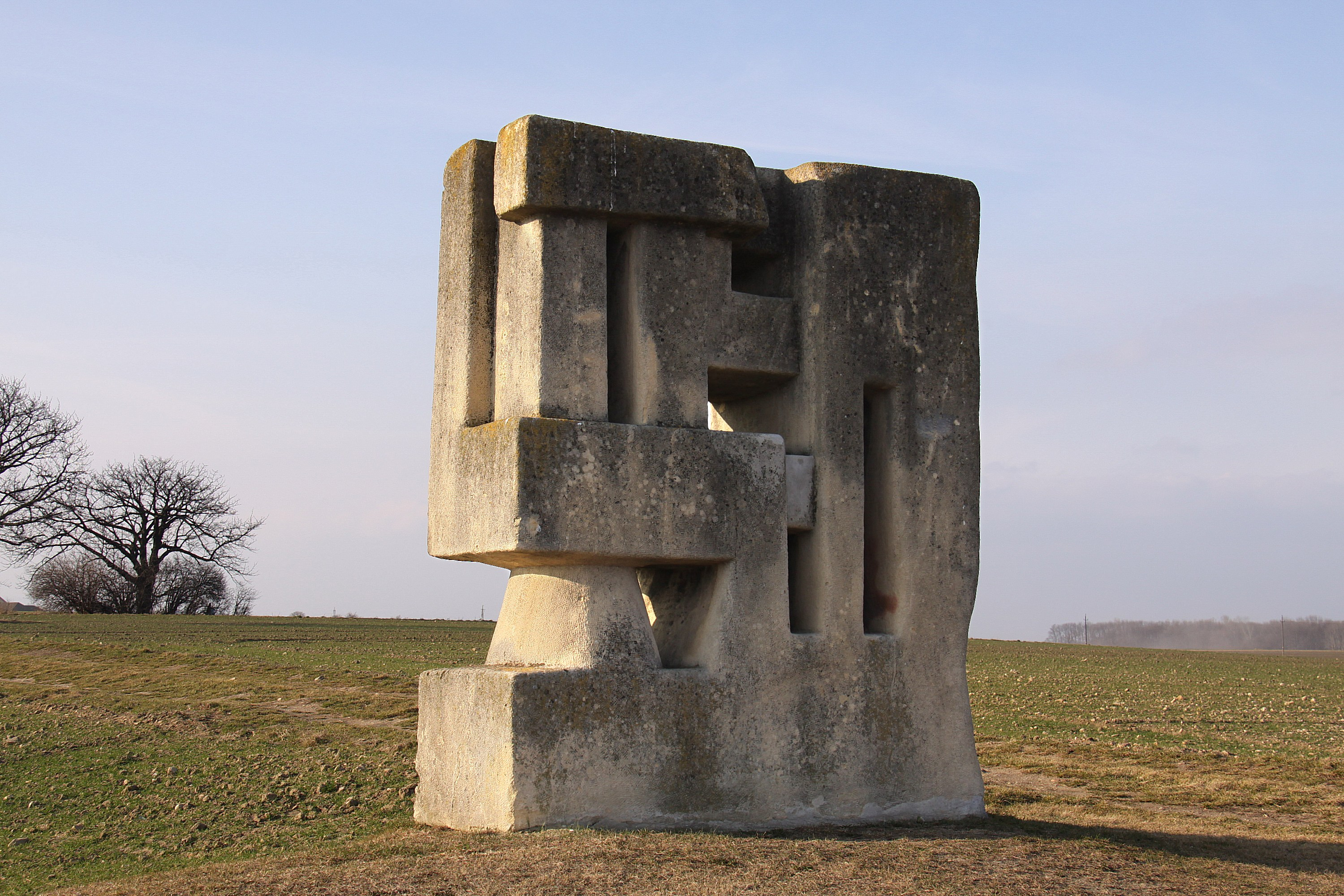
Grenzstein von Karl Prantl (1958) in Pötsching-Mitterberg – sollte ursprünglich in Nickelsdorf stehen, an der Grenze zwischen Österreich und Ungarn.

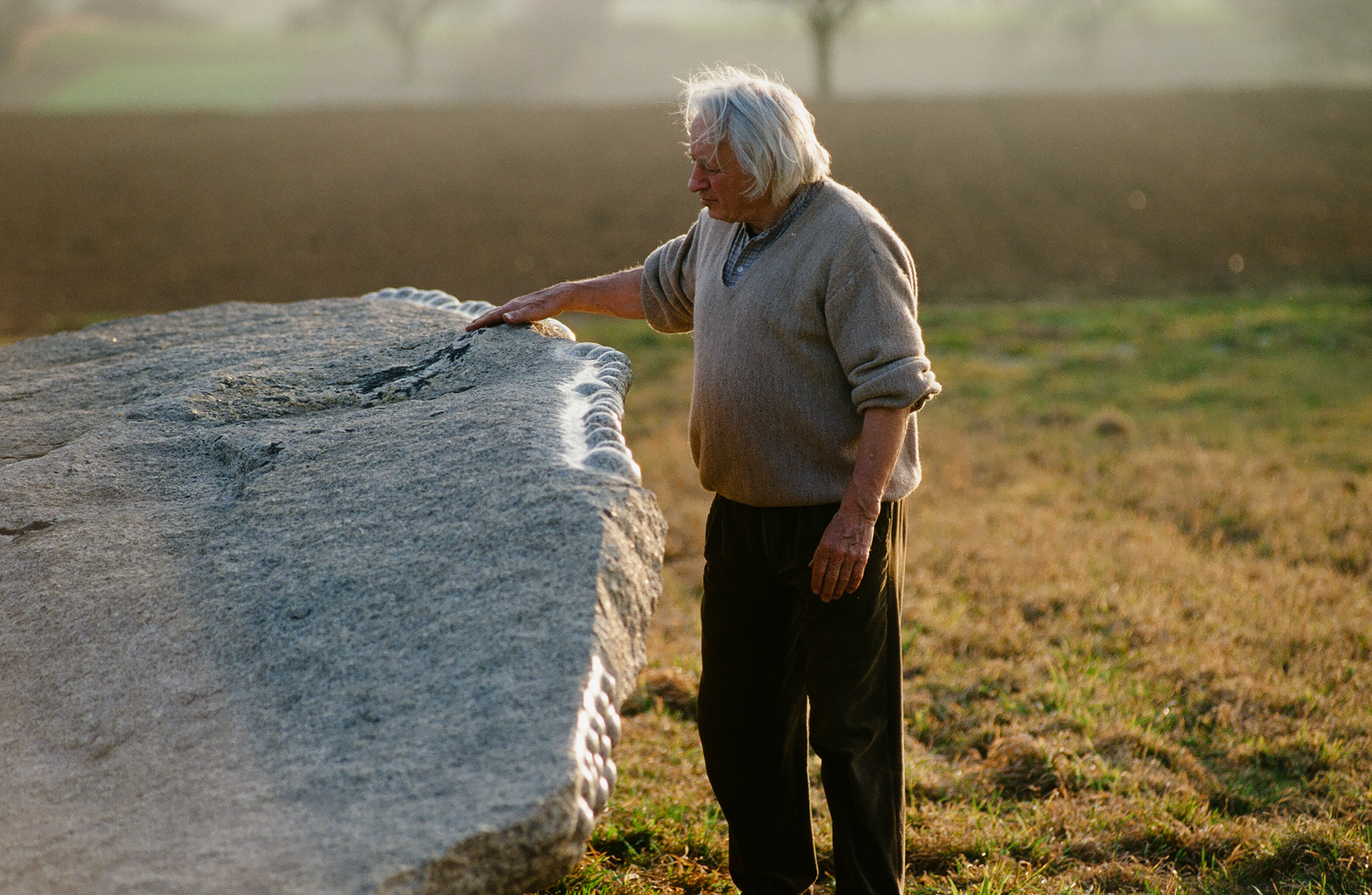
Karl Prantl am Stein (2008)

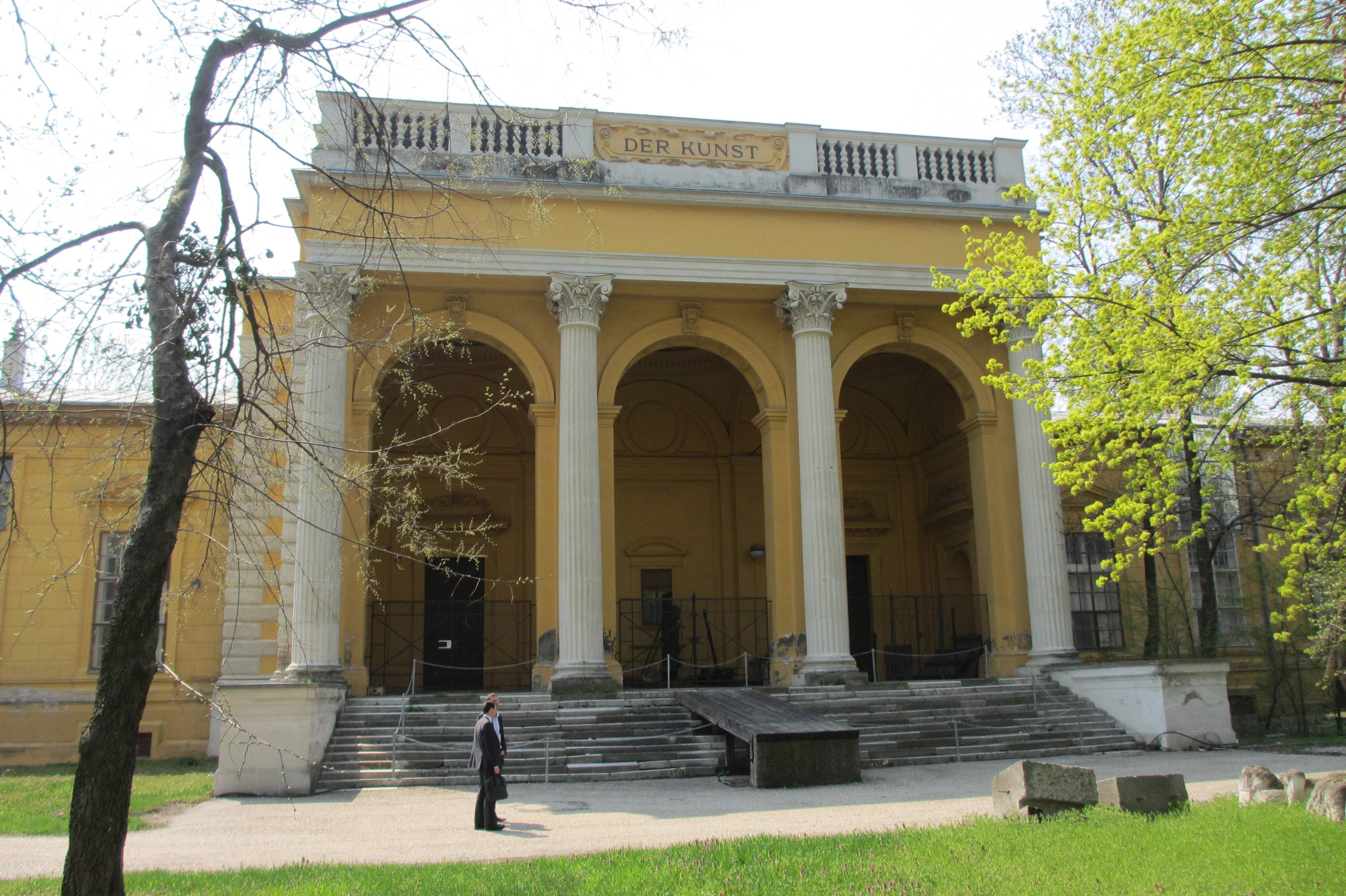
Karl Prantl hatte ein Atelier bei den Bildhauerateliers des Bundes im Wiener Prater

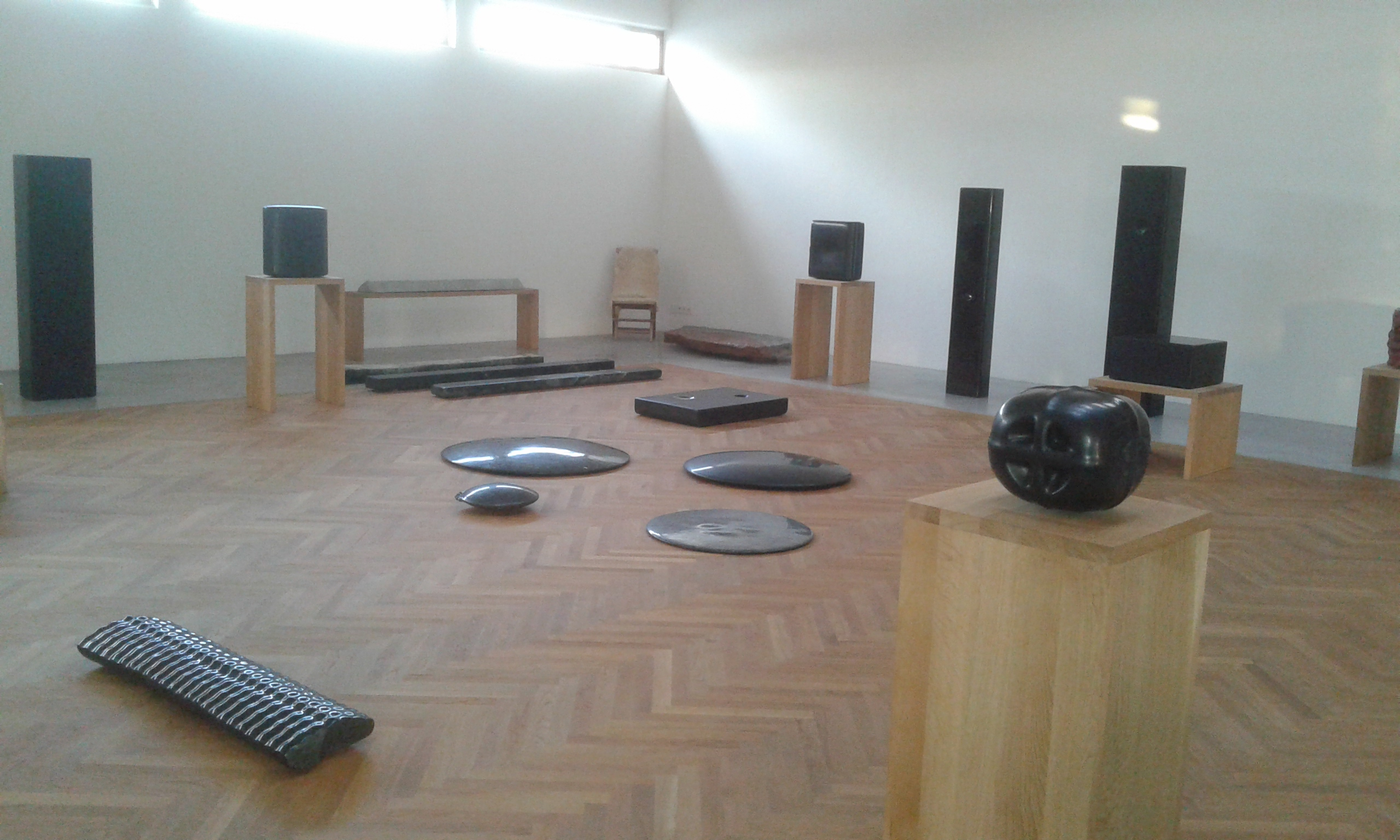
Einblick in das Atelier von Karl Prantl

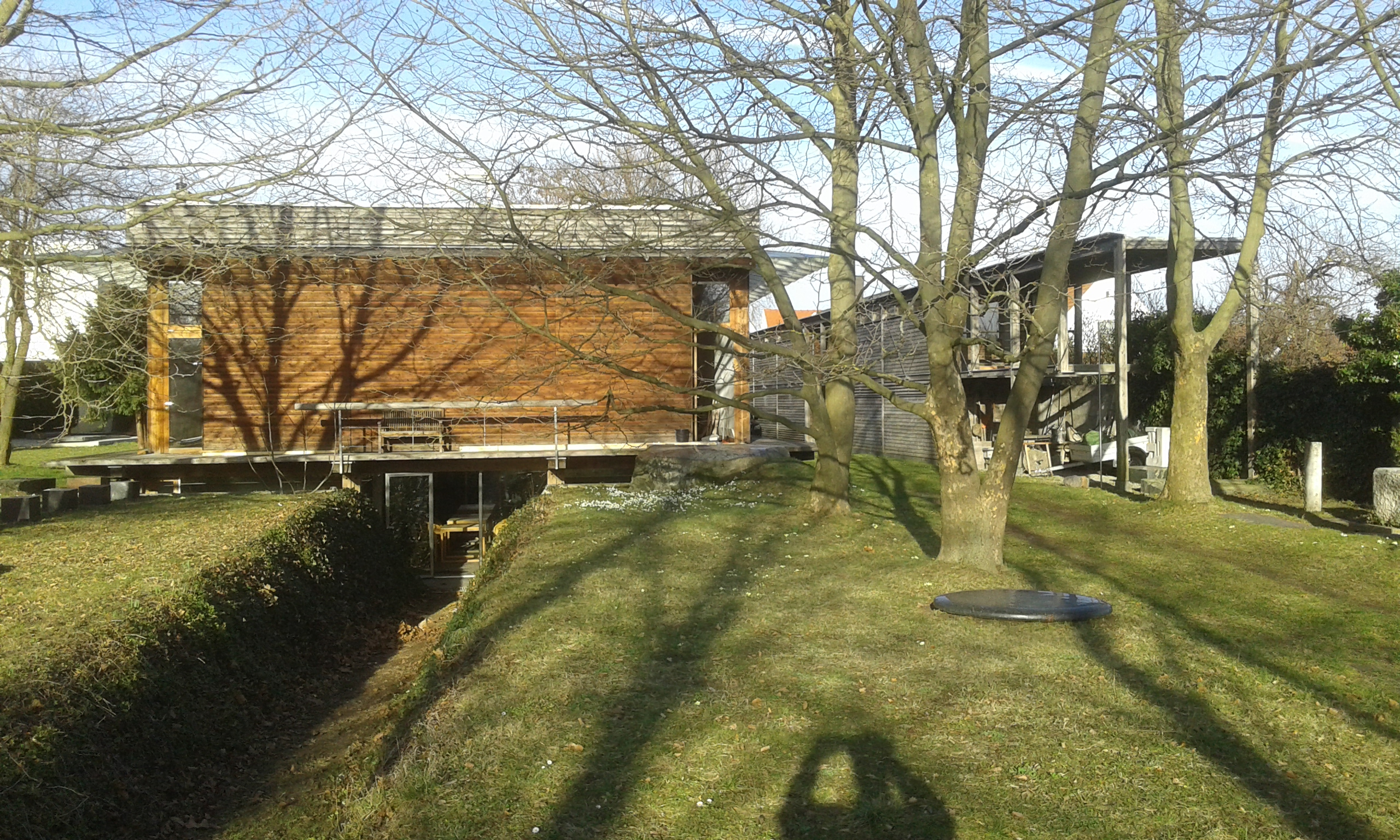
Atelierhaus in Pöttsching erbaut von Ernst Hiesmayr

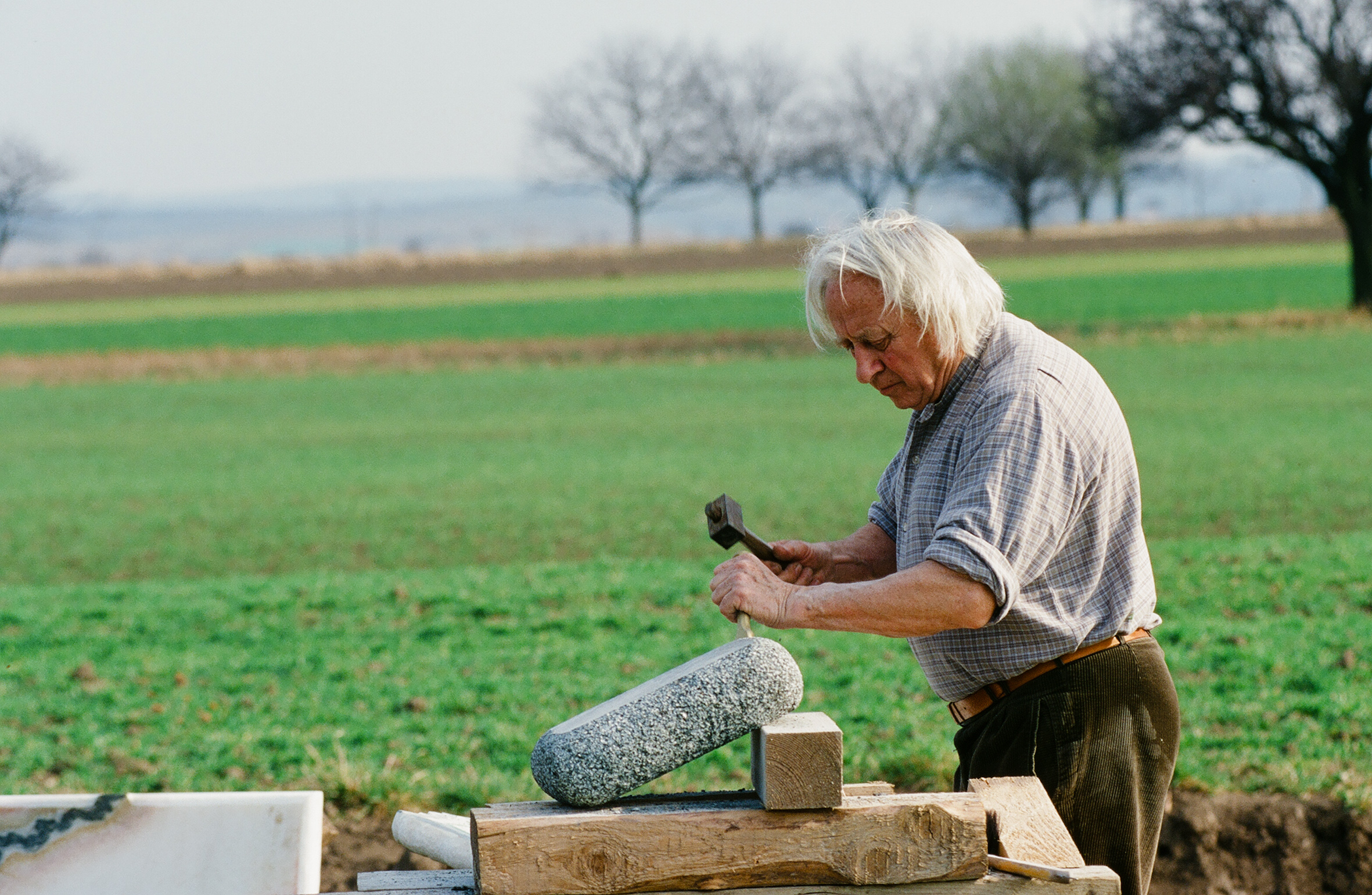
Karl Prantl bei der Arbeit

Karl Prantl (* 5. November 1923 in Pöttsching, Burgenland; † 8. Oktober 2010 ebenda) war ein österreichischer Bildhauer.

## Leben
Prantl wuchs in seinem Geburtsort Pöttsching in einer österreichisch-ungarischen Beamtenfamilie auf. Sein Großvater war Bäcker und Bauer. Ab 1930 besuchte er die Volksschule und Mittelschule. Er war beim Arbeitsdienst und im Zweiten Weltkrieg (Griechenland) Soldat.

### Leben als Künstler
Von 1946 bis 1952 studierte er an der Akademie der bildenden Künste Wien bei Albert Paris Gütersloh und erhielt als Abschluss ein Diplom für Malerei. 1953 siedelte er nach Wien, dort schloss er sich der Künstlergruppe Der Kreis an. 1956 trat Prantl im Rahmen eines Stipendiums des Österreichischen Bundesministeriums für Unterricht und Kunst einen sechsmonatigen Studienaufenthalt in Rom an. Ein Jahr später heiratete er die Künstlerin Uta Peyrer, mit der er zwei Kinder hatte: Katharina Prantl (1959 Malerin) und Sebastian Prantl (1960 Tänzer und Choreograph).
Prantl war auf dem Gebiet der Skulptur Autodidakt; nach seiner malerischen Ausbildung wandte er sich etwa um 1950 diesem Bereich zu. Steine wurden forthin zu seinem bevorzugten Material.
1958 bezog Prantl sein erstes Atelier in einem Gewölbe der Wiener Stadtbahn am Donaukanal. Ein Jahr später arbeitete er erstmals im Steinbruch von St. Margarethen an einer Auftragsarbeit, einem großen Grenzstein (siehe Foto rechts).
Dort entdeckte er die Eigengesetzlichkeiten und ästhetischen Reize der bildhauerischen Arbeit in freier Landschaft, die sich von der Atelierarbeit erheblich unterschied; diese mit Askese verbundene Arbeitsform ist für sein weiteres Schaffen von großer Bedeutung, Form und Ausdruck seines Gesamtwerkes werden davon geprägt.
Die neue Erfahrung ließ in dem Künstler die Idee wachsen, gemeinsam mit Künstlerkollegen ein Bildhauersymposium durchzuführen. Im gleichen Jahr veranstaltete er im burgenländischen St. Margarethen das erste Symposion Europäischer Bildhauer zu welchem Künstler dies- und jenseits des Eisernen Vorhangs eingeladen wurden. Im dortigen „Römersteinbruch“ während dreier Monate wurden Skulpturen von elf Künstlern aus acht Ländern geschaffen und dort aufgestellt. Dieses Symposion gilt als Geburtsstätte zahlreicher weiterer Steinbildhauer-Symposien in Europa, in Amerika und Asien, die sich in den Folgejahren anschlossen.
Karl Prantl schrieb dazu um 1959: „An uns Bildhauer selber gedacht, ist es so, dass wir durch die Erfahrungen von St. Margarethen, durch dieses Hinausgehen in den Freiraum – in den Steinbruch, auf die Wiesen – wieder frei wurden. Um dieses Freiwerden oder Freidenken in einem ganz weiten Sinn ging es. Für uns Bildhauer ist der Stein das Mittel, um zu diesem Freidenken zu kommen – zum Freiwerden von vielen Zwängen, Engen und Tabus.“
1965 übersiedelte Prantl in ein neues Atelier, einen Gebäudetrakt der Wiener Weltausstellung (1873), Staatsatelier des Bundes.
Nach einem mehrjährigen Amerikaaufenthalt zog Prantl mit seiner Familie 1978 ins burgenländische Pöttsching, wo er bis zu seinem Tod lebte und arbeitete. Dort ließ er sich vom Architekten und Freund  Ernst Hiesmayr ein eigenes Atelierhaus bauen. Prantls Verdienst ist es, mit der Idee des Bildhauer-Symposiums und dessen Nachfolgeprojekten, den Skulpturenstraßen, eine Entwicklung angestoßen zu haben, die Kunst, für alle unmittelbar sicht- und erlebbar, in der Naturlandschaft etablierte. In Pöttsching wurde zur Aufnahme des Bilderbestandes nach Plänen des Architekten Carsten Roth ein Kunstspeicher errichtet.
Karl Prantl  bekam 2008 den Großen Österreichischen Staatspreis für Bildende Kunst und gilt als prominenter Wegbereiter der abstrakten Bildhauerei.
Er verstarb am 8. Oktober 2010.

## Reisen
- 1956: Studienaufenthalt in Rom / Reise nach Griechenland
- 1967: Erste USA-Reise
- 1972: Reise nach Rumänien (Târgu Jiu)
- 1974: Reise nach Lawrence, Kansas
- 1977–78: Reise nach New York und New Mexico
- 1980: Reise nach Indien (Patiala)

## Auszeichnungen
- 1962: Deutscher Kritikerpreis (Sparte Bildende „Kunst“)
- 1968: Preis der Stadt Wien für Bildende Kunst
- 2005: Österreichisches Ehrenzeichen für Wissenschaft und Kunst
- 2007: Sparda-Bank Südwest-Preis für Besondere Leistungen der Kunst im Öffentlichen Raum
- 2008: Großer Österreichischer Staatspreis für Bildende Kunst

## Teilnahme an Bildhauer-Symposien
- 1959 und Folgejahre: Symposion Europäischer Bildhauer in Sankt Margarethen im Burgenland
- 1961: Erstes Bildhauersymposion in der Bundesrepublik Deutschland: Bildhauersymposion Kaisersteinbruch in Gaubüttelbrunn in Unterfranken
- 1961–62: Symposion in Berlin (Bezug: Bau der Berliner Mauer am 13. August 1961)
- 1962: Wüste Negev
- 1965: Bildhauersymposion Vyšné Ružbachy (Slowakei)
- 1968: Bildhauersymposion Krastal im Europapark Klagenfurt
- 1969/1970: Osaka, Japan (International Sculptors)
- 1969/1970: Bildhauersymposion Oggelshausen
- 1971: New York / Symposion Urbanum, Nürnberg
- 1971: Straße der Skulpturen, St. Wendel
- 1972: Rom (Exerzitium Rom)
- 1975–76: Perchtoldsdorf
- 1979: Bentheim (Internationales Bildhauer-Symposion Bentheimer Sandstein)
- 1980: Patiala, Indien
- 1982: Nordhorn (Kloster Frenswegen)
- 1985: Larvik, Norwegen
- 1986: Salzburg (Symposion am Untersberg)
- 1991: Insel Shōdoshima, Japan

## Einzelausstellungen
- 1955: Linz (Neue Galerie der Stadt Linz)
- 1960: Wien (Junge Galerie)
- 1961: Warschau (Galerie Krzywe Kolo)
- 1962: London (New Vision Center Gallery)
- 1967: New York (Gallery Staempfli) / München (Studio UND)
- 1969: Mailand (Galeria Milano)
- 1971: Aarau (Aarauer Kunsthaus) / Bern (Galerie Zähringer) / Wien (Künstlerhaus)
- 1972: Wien (Österreichisches Kunstzentrum)
- 1973: Zürich (Galerie Verna)
- 1977: Baden-Baden (Galerie S. Fischer)
- 1978: Chicago (Samuel Stein Fine Arts)
- 1980: Kiel (Kunsthalle)
- 1981: Frankfurt/M. (Kunstverein)
- 1983: Hamburg (Kunsthalle)
- 1986: Venedig (Biennale)
- 1991: Liechtenstein (Galerie am Lindenplatz) / Nürnberg (Kunsthalle Schaan)
- 1994: Yorkshire, England (Sculpture Park)
- 1998: Paris (Galerie Karsten Greve)
- 2001: Prag (Tschechisches Museum)
- 2004: Bologna (Museum Morandi)
- 2007: Saarlouis, Saarland (LABORATORIUM Institut für Aktuelle Kunst im Saarland)
- 2014/2015: Karl Prantl.[5],Wien (Albertina)

## Werke
Zahlreiche Werke Prantls sind an öffentlichen Plätzen oder in Parks zu sehen, weil sie bei Bildhauersymposien entstanden, besonders in St. Margarethen. Oft sind sie aus demselben Grund auch in der freien Natur zu finden, wie z. B. an der Straße der Skulpturen (St. Wendel), bei Steine an der Grenze (Saargau), in Oggelshausen oder Richisau, (Kanton Glarus, Schweiz) „Stein im Richisau“
- 1966/1967 Blockaltar, Tabernakel und Taufstein in der Pfarrkirche Wernstein am Inn

## Galerie

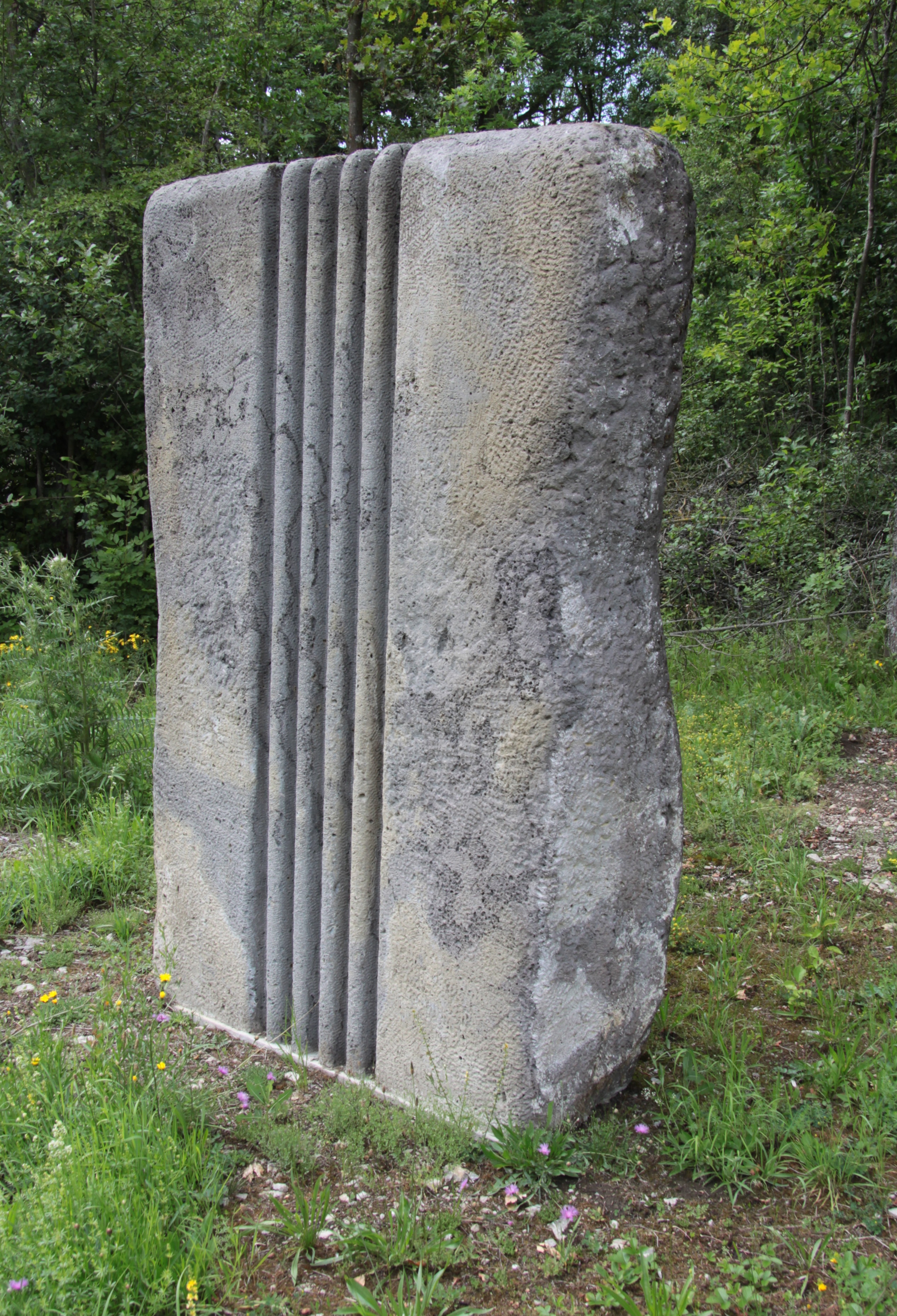
Anpassungen (1961), Bildhauersymposion Kaisersteinbruch, Gaubüttelbrunn
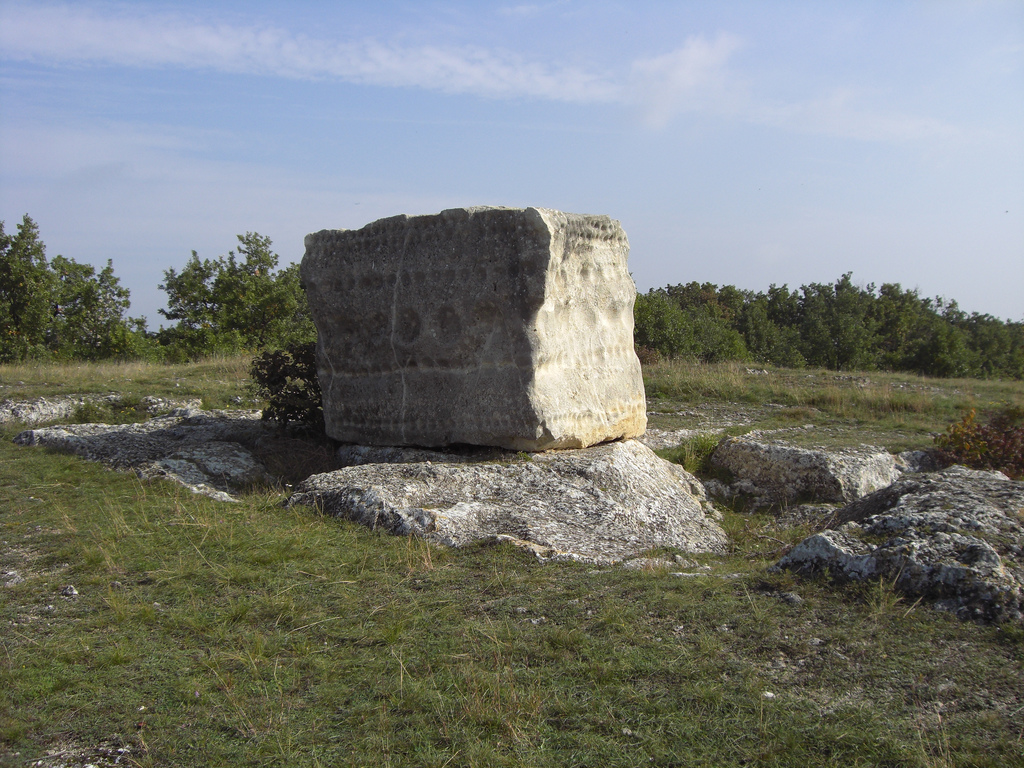
Stein für Josef Matthias Hauer (1963–65), Symposionshügel St. Margarethen
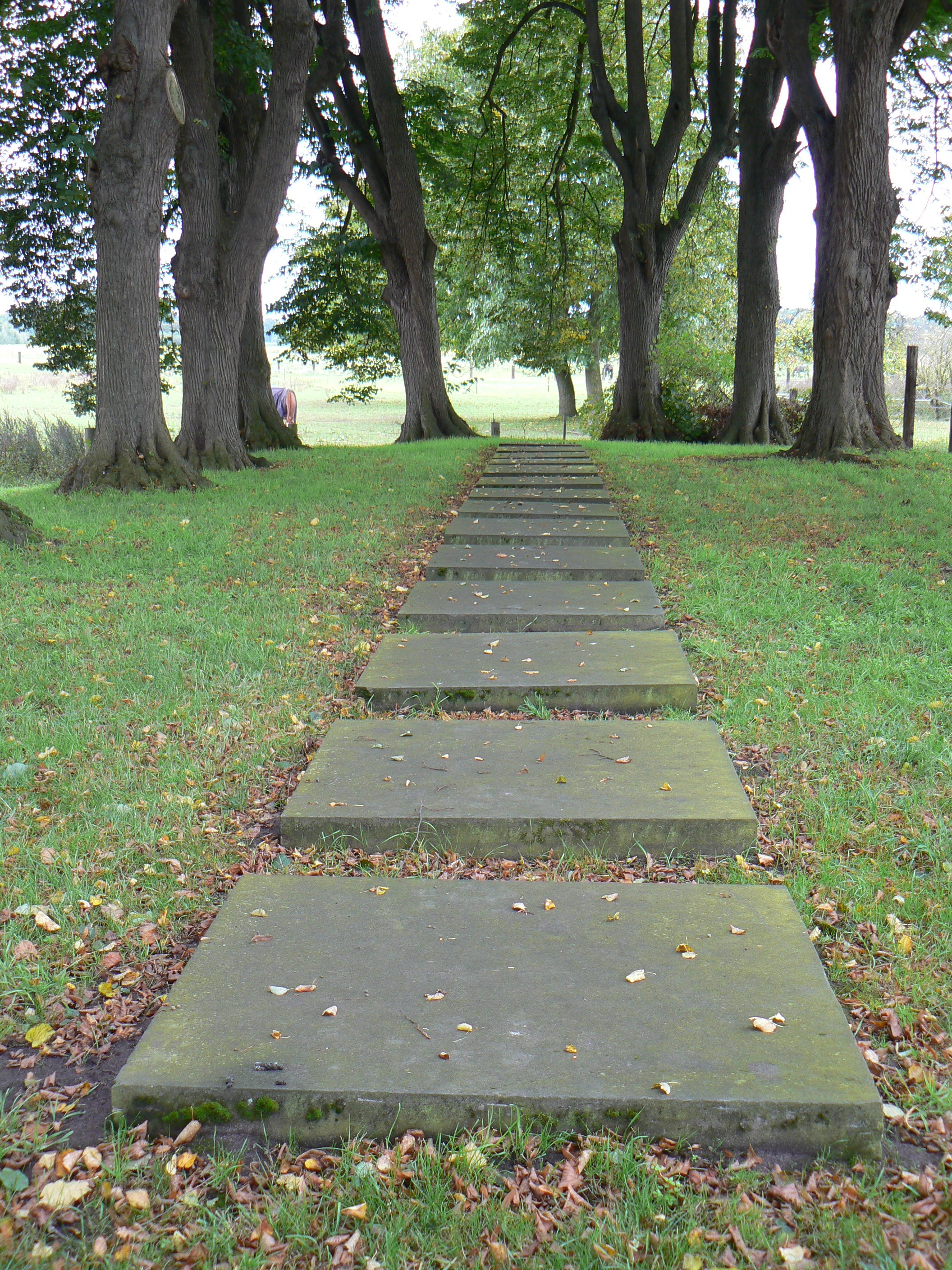
Kreuzweg (1979), Kloster Frenswegen
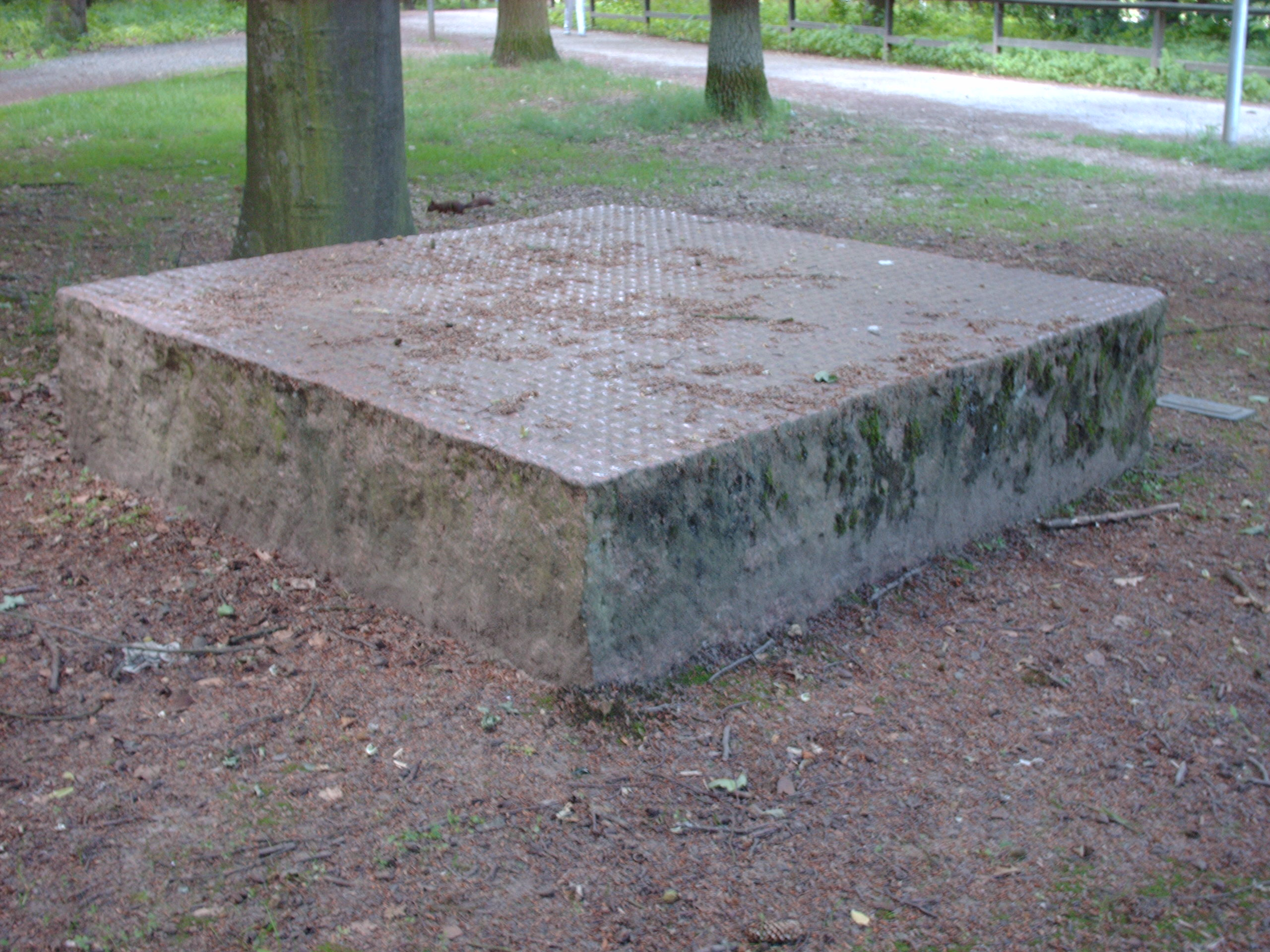
Stein zur Meditation (1982), Gießener Kunstweg
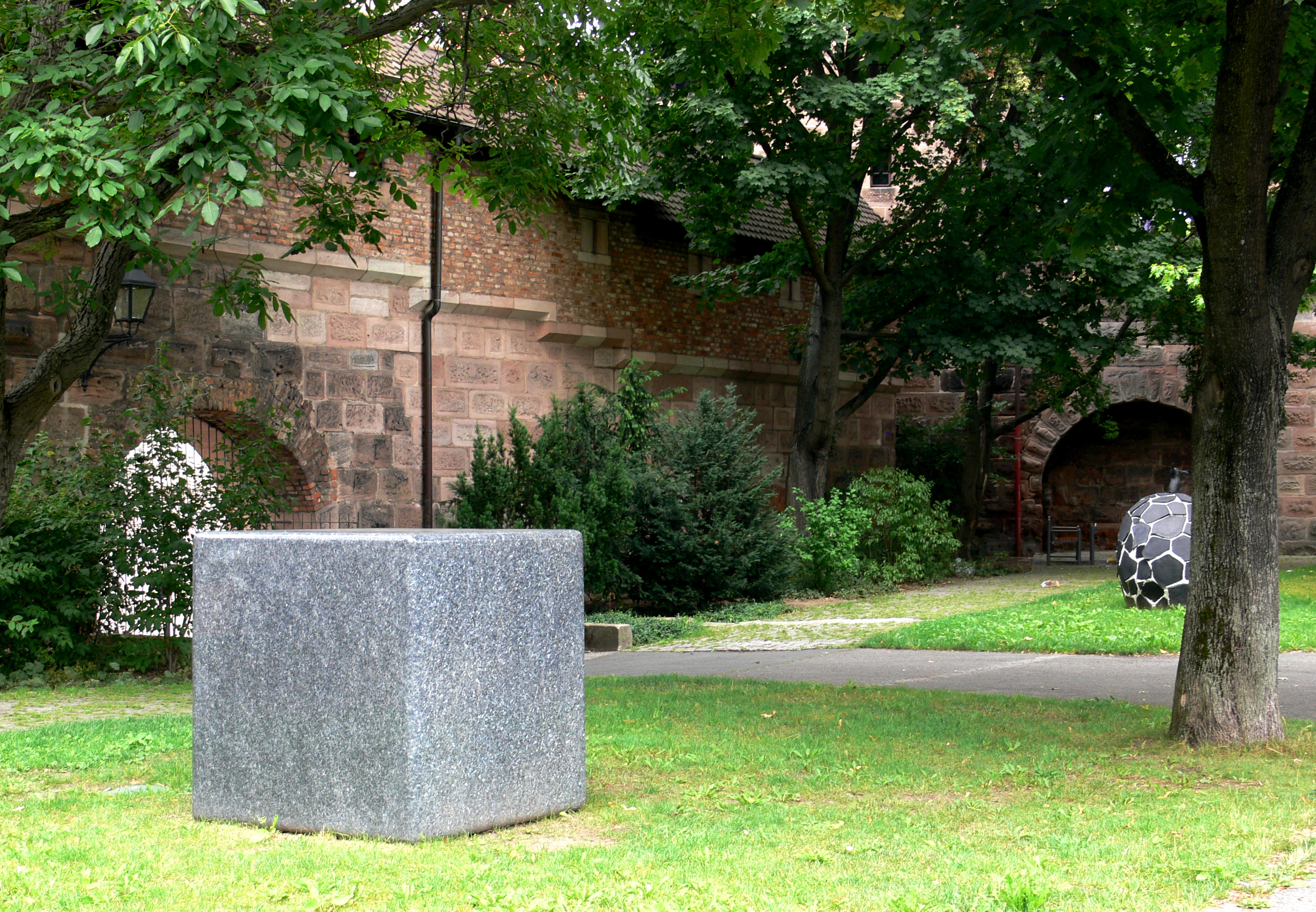
Stein zur Meditation (1987), Skulpturengarten im Zwinger der Frauentormauer, Nürnberg
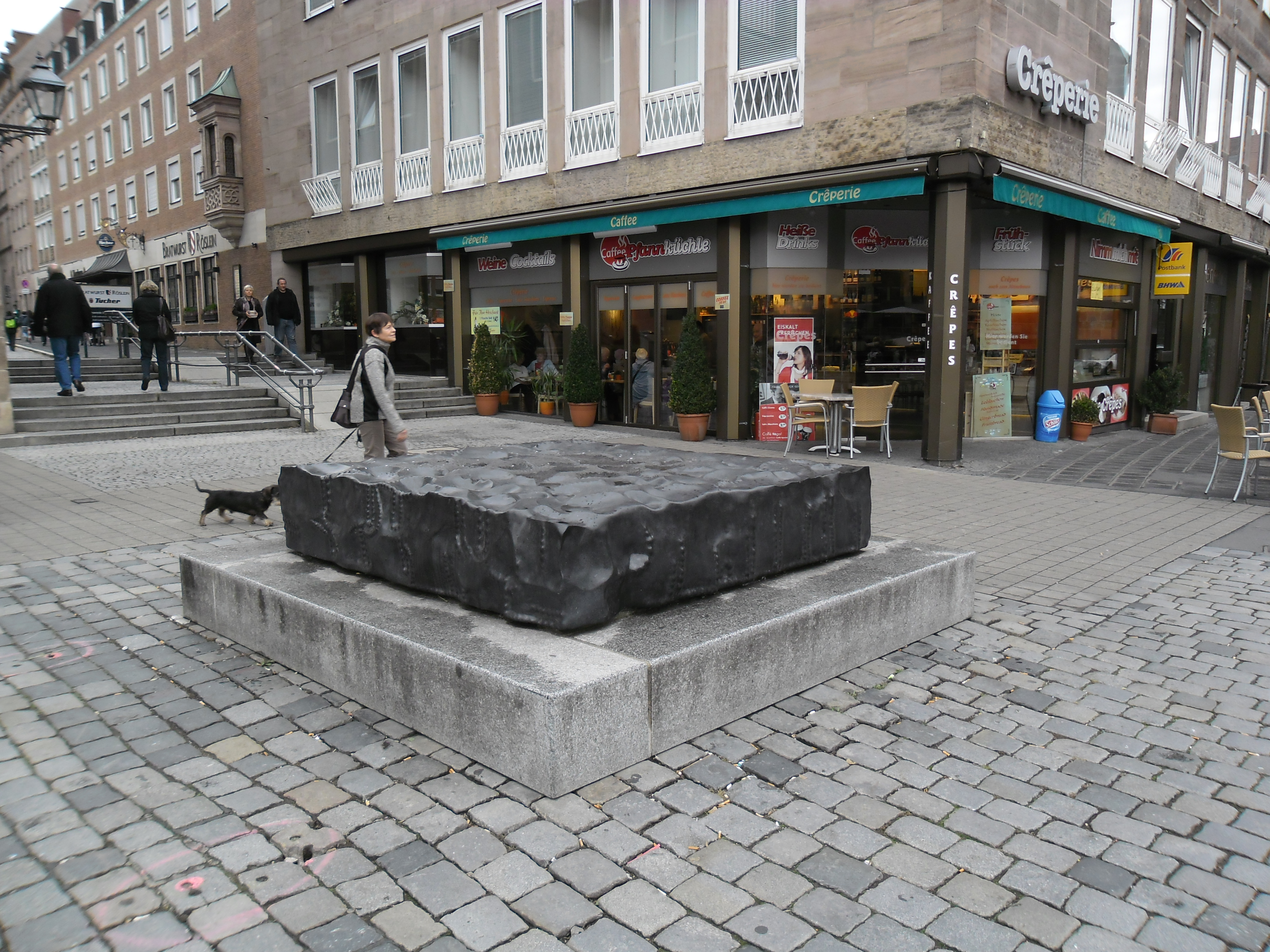
Schwarze Granitskulptur auf dem Nürnberger Hauptmarkt, entstanden anlässlich des Symposion Urbanum (1971)
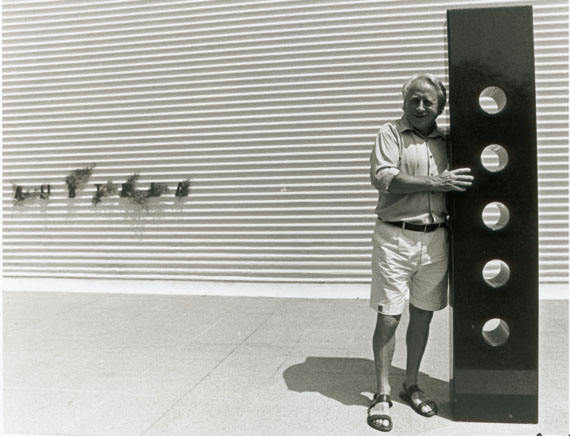
Karl Prantl bei der Biennale Venedig 1968